# Beryl Measor
Beryl Measor (22 de abril de 1908 — 8 de fevereiro de 1965) foi uma atriz britânica. Measor nasceu em Xangai e estudou na Royal Academy of Dramatic Art, em Londres. Measor foi casada com o ator Terence De Marney. Faleceu em Londres, aos 56 anos de idade.